# JuJu伝説
『JuJu伝説』（ジュジュでんせつ、海外版は『Toki』）は、1989年にTADからリリースされたアーケードゲーム。
横スクロールアクションシューティングゲームである本作は、主人公であるサルの「ジュジュ」を操り、口から出す唾のようなエネルギー弾とジャンプアクションを用いて面をクリアする。
演出上の特徴として、ジャンプ力を強化するスニーカーなど、ジャングルという世界観にそぐわないユニークなアイテムの存在があげられる。
日本ではさほどヒットしなかったが、国外では絶大な人気を誇り、多くのコンシューマー機に移植された。

## ストーリー
筋骨隆々の若者ジュジュ (JuJu) は、魔王ヴーキメドロによって恋人のミホ (MIHO) を連れ去られ、サルの姿に変えられてしまった。ジュジュは魔王の軍団を倒してジャングルの平和を取り戻し、ミホを救い出して人間の姿を取り戻さないといけない。

## システム
横スクロール・アクションゲーム。プレイヤーは主人公JuJuの操作を、8方向レバーと攻撃、ジャンプの2ボタンで行う。アイテムを取ることによって、攻撃力、防御力、ジャンプ力をパワーアップさせることができる。またコインを一定数集めることによって1UPする。
ステージ数は全6ステージあり、岩の洞窟、水中、火の洞窟、氷の洞窟、ジャングルなどの各ステージが展開される。

## 移植版
| No. | タイトル                      | 発売日                         | 対応機種                    | 開発元         | 発売元         | メディア                | 型式              | 売上本数 | 備考 |
| --- | ----------------------------- | ------------------------------ | --------------------------- | -------------- | -------------- | ----------------------- | ----------------- | -------- | ---- |
| 1   | JuJu伝説 Toki                 | 1991年7月19日 1991年12月       | ファミリーコンピュータ      | 大永製作所     | タイトー       | 1メガビットロムカセット | DTF-5J NES-5J-USA | -        |      |
| 2   | Toki                          | 1991年                         | Amiga Atari ST コモドール64 | Ocean Software | Ocean Software | フロッピーディスク      | -                 | -        |      |
| 3   | JuJu伝説 Toki: Going Ape Spit | 1992年1月30日 1992年 1992年3月 | メガドライブ                | サントス       | セガ           | 4メガビットロムカセット | G-4064 1127       | -        |      |
| 4   | Toki                          | 1992年                         | Atari Lynx                  | アタリ         | アタリ         | ロムカセット            | PA2066            | -        |      |
| 5   | Toki                          | INT 2009年9月13日              | iPhone (iOS)                | Magic Team     | Magic Team     | ダウンロード            | -                 | -        |      |

メガドライブ版
- Genesis版タイトルは『Toki: Going Ape Spit』。アレンジ移植となっており、オリジナルとは面数などが違う。

日本国外PC版
- 日本国外ではAmiga、Atari ST、コモドール64などに移植されている。その他にAmstrad CPC、ZX Spectrumにも移植の予定があり、体験版も制作されたが後に開発中止となり、発売には至らなかった。

## 開発

### オリジナル版
TADは元々データイーストからスピンアウトした横山忠が社長となり、北原春樹、西澤孝、青木司といったメンバーが起こした会社であり、本作の作風もデータイーストの作品とよく似ている。上記の3名で制作したプロトタイプを、遅れてTADに合流した佐久間明も加わり完成させた。特徴的なグラフィックは藤咲淳一らが担当。

### メガドライブ版
メガドライブ版は、アーケード版『JuJu伝説』の完成後、TADからホワイトボード（後のサントス。さらにその後のメガソフト）に移籍した青木司が製作に関わった。
サウンドを担当した村崎弘史によると、アーケード版の音楽をコピーしてメガドライブ向けにアレンジしたとされているが、エンディングのスタッフロールは村崎本人が作曲した。のちに村崎は「ちょっとジャズっぽい曲になってて、今聴いてみるとちょっとこっぱずかしいんですが（笑）。」と振り返っている。

### リメイク・客演
Amiga版『JuJu伝説』を手掛けたPhilippe Dessolyが率いるフランスのGolgoth StudioよりHD版リメイクのアナウンスが2009年にあり、XBOX 360（XBLA）、PS3（PSN）、Wii（Wiiウェア）、PC(Steam)でのリリースが行われる予定であったが、パブリッシャの変更やクラウドファンディング失敗などの混乱の末にリリースが取りやめになった。しかし開発は継続しており、Golgoth Studioの倒産後、 Dessolyが新たに設立したMicroïdsよりNintendo Switch版が2018年11月にリリースされ、PS4版、XBOX ONE版、Steam版も順次リリースされた。DessolyはMicroïdsのリメイク版の開発においてアートディレクターも務めている。日本語版の発売も予定していたが、結局発売されなかった。 
また、Golgoth Studio（フランスのデベロッパ）が2012年にリリースした『マジカルドロップV』（2012年）にJuJuがカメオ出演している。

## スタッフ
アーケード版
- ゲーム・デザイナー：北原春樹
- プログラマー：佐久間明、西澤孝、青木司
- グラフィック・デザイナー：かきうちひろ、藤咲淳一、松原順
- 音楽、効果音：あおきゆうさく、北原幸憩

メガドライブ版
- ゲーム・デザイン：GONCHAN
- プログラマー：矢島利明、青木司
- キャラクター：こやまかなこ、TORIUMI、平間広行、OKIYAMA
- サウンド：長尾優進、村崎弘史、秋山守彦

ファミリーコンピュータ版
- 音楽：越中登、溝口功

## 評価
ファミリーコンピュータ版
- ゲーム誌『ファミコン通信』の「クロスレビュー」では5、6、7、5の合計23点（満40点）[7]、レビュアーはダメージ制ではなくコンティニュー回数に制限があるためいわゆる覚えゲーであり、難易度は高く、設定は「頭のネジが外れていそう」、ジュジュについては「ゲーム史上最も格好悪い主人公」と形容したがアクションはよくあるもので、よくわからない独特の魅力はあるがゲームとしては普通だとした[7]。

- ゲーム誌『ファミリーコンピュータMagazine』の読者投票による「ゲーム通信簿」での評価は以下の通り19.6点（満30点）となっている[10]。

| 項目 | キャラクタ | 音楽 | お買得度 | 操作性 | 熱中度 | オリジナリティ | 総合 |
| 得点 | 3.6        | 3.0  | 2.8      | 3.4    | 3.4    | 3.4            | 19.6 |

メガドライブ版
- ゲーム誌『ファミコン通信』の「クロスレビュー」では合計で21点（満40点）[8]、『メガドライブFAN』の読者投票による「ゲーム通信簿」での評価は以下の通り15.10点（満30点）となっている[3]。また、同雑誌1993年7月号特別付録の「メガドライブ&ゲームギア オールカタログ'93」では、「醜いサルが主人公のユニークなアクションゲーム」と紹介されている[3]。

| 項目 | キャラクタ | 音楽 | 操作性 | 熱中度 | お買得度 | オリジナリティ | 総合  |
| 得点 | 2.95       | 2.40 | 2.45   | 2.35   | 2.35     | 2.60           | 15.10 |

- ゲーム本『メガドライブ大全』（2004年、太田出版）では、パワーアップ取得によって攻撃力やジャンプ力が強化できるものの、時間制限の短さから次の敵と遭遇するまでに時間切れとなる事や、踏みつけ攻撃の使い勝手の悪さなどを否定的に評価、「ゲームの進みもつっかえがちでテンポが悪い」と酷評した[15]。